# En amerikansk tragedi
En amerikansk tragedi (engelska: An American Tragedy) är en roman från 1925 av Theodore Dreiser.
Romanen handlar om antihjälten Clyde Griffiths. Romanen filmatiserades 1931 av Josef von Sternberg och 1951 som En plats i solen.